# Lista över stavkyrkor
Huvudartikel: Stavkyrka
Detta är en lista över stavkyrkor sorterad efter kvarvarande medeltida stavkyrkor, inte längre existerande stavkyrkor alternativt arkeologiska fynd av stavkyrkor samt senare stavkyrkor och rekonstruktioner.

## Lista över kvarvarande medeltida stavkyrkor

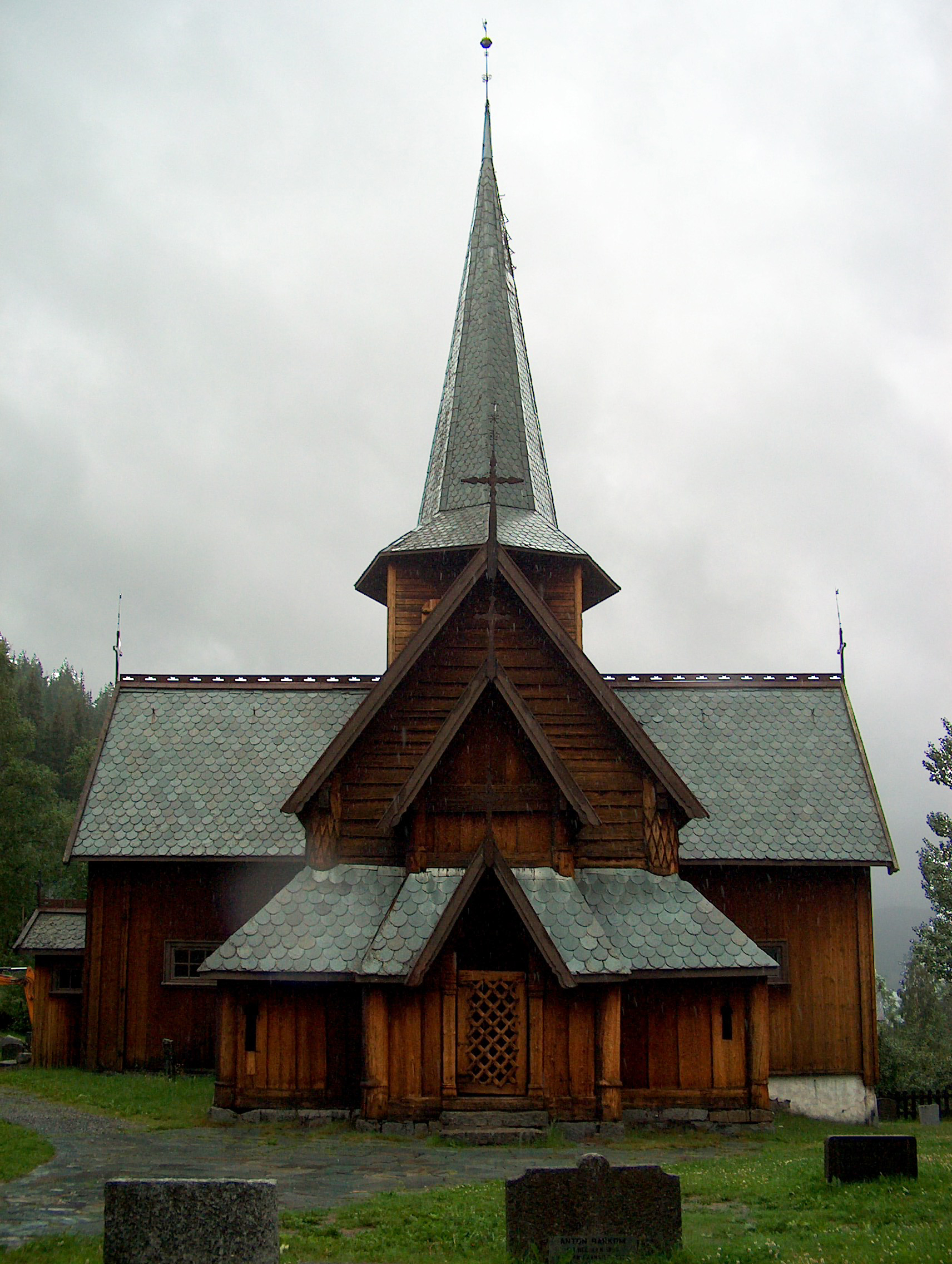
Hedalens stavkyrka, byggd efter 1163

Dateringen av nedanstående kyrkor är delvis baserad på uppgifter från stavkirke.org Informationen där är till stor del baserad på dateringar av material från kyrkorna. I några fall hänvisar skriftliga källor till kyrkorna och dessa kan då indikera en annan datering. Det kan röra sig om reparationer av kyrkan, återanvändning av material och liknande.

### Norge
- Borgunds stavkyrka, Vestland fylke, byggd efter 1180
- Eidsborgs stavkyrka, Telemark, byggd under andra hälften av 1100-talet – församlingskyrka
- Flesbergs stavkyrka, Flesberg, Buskerud, byggd efter 1111 – församlingskyrka
- Fåvangs stavkyrka, Ringebu, Innlandet fylke, återuppförd 1630 (två äldre kyrkor återuppförda som en)
- Garmo stavkyrka, Innlandet fylke, byggd 1200-talet – museikyrka, flyttad och återuppförd på Maihaugen
- Gols stavkyrka, Gol, Buskerud byggd efter 1216 – museikyrka, flyttad och återuppförd 1885 på Norsk Folkemuseum i Oslo
- Grips stavkyrka, Møre og Romsdal, byggd på slutet av 1400-talet
- Haltdalens stavkyrka, Trøndelag, byggd under andra hälften av 1100-talet – museikyrka, flyttad fyra gånger, nu i Trondheim
- Hedalens stavkyrka, Innlandet fylke, byggd efter 1163 – församlingskyrka
- Heddals stavkyrka, Telemark, byggd på 1200-talet eller 1300-talet – församlingskyrka
- Hegges stavkyrka, Innlandet fylke, byggd efter 1216 – församlingskyrka
- Hopperstads stavkyrka, Vestland fylke,  byggd omkring 1150
- Höre stavkyrka, Innlandet fylke, byggd efter 1178/79 – församlingskyrka
- Höyjords stavkyrka, Vestfold, byggd på slutet av 1100-talet
- Kaupangers stavkyrka, Vestland fylke,  byggd efter 1137 – församlingskyrka
- Kvernes stavkyrka, Møre og Romsdal, byggd 1300–50
- Loms stavkyrka, Innlandet fylke, byggd efter 1157/58 – församlingskyrka
- Lomens stavkyrka, Innlandet fylke, byggd efter 1192
- Nore stavkyrka, Nore og Uvdal, byggd efter 1166–67
- Reinli stavkyrka, Innlandet fylke, byggd efter 1326 – församlingskyrka
- Ringebus stavkyrka, Innlandet fylke,  byggd efter 1192–93 – församlingskyrka
- Rollags stavkyrka, Rollag, Buskerud, material daterat 1482, men kan vara betydligt äldre[2][3] – församlingskyrka
- Rødven stavkyrka, Møre og Romsdal, byggd omkring 1200
- Röldals stavkyrka, Hordaland, byggd under första hälften av 1200-talet – församlingskyrka
- Torpo stavkyrka, Åls kommun, Norge, Buskerud, byggd efter 1192
- Undredals stavkyrka, Vestland fylke, byggd under andra hälften av 1100-talet – församlingskyrka
- Urnes stavkyrka, Vestland fylke, byggd efter 1130
- Uvdals stavkyrka, Nore og Uvdals kommun, Buskerud, byggd efter 1168
- Vågå kyrka, byggd 1625–27 med material från tidigare stavkyrkor.
- Öyes stavkyrka, Innlandet fylke, byggd omkring 1200, osäker datering – flyttad

### Polen
- Vangs stavkyrka, ursprungligen i Vang, Valdres, Norge, byggd omkring 1200, 1844 flyttad och återuppförd i nuvarande Polen – församlingskyrka

### England
- Greensted church, — c:a 845.[4] Saxisk kyrka i palissadteknik – församlingskyrka.

### Sverige
- Hedareds stavkyrka, Sandhults socken, Västergötland — byggd ca 1500 på platsen för en tidigare stavkyrka.

## Lista över inte längre existerande stavkyrkor / arkeologiska fynd av stavkyrkor

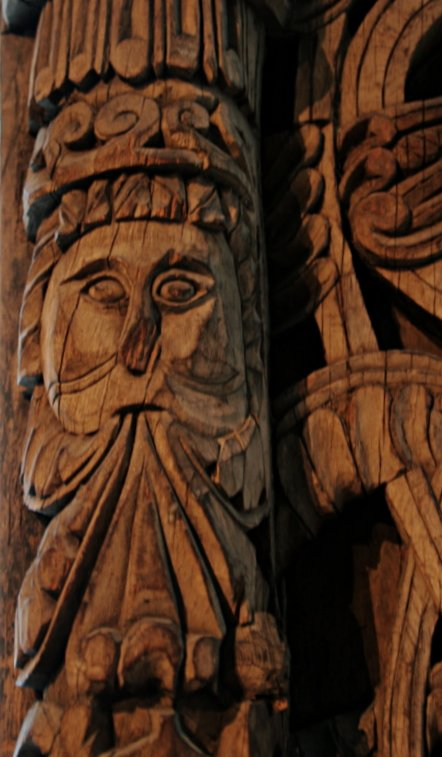
Portalen från Tönjums stavkyrka

### Island
- Þórarinsstaðirs arkeologiska utgrävning i Seyðisfjörður, östra Island (Stolpkyrka)

### Norge
- Atrå stavkyrka, riven 1833
- Austads stavkyrka
- Bagns stavkyrka (Ulekjørka), Sør-Aurdal. Riven 1700 eller 1796 [5], Portalen finns i Köpenhamn [6][7]
- Bjölstads stavkyrka
- Bö I, Rester efter en kyrka i stolpteknik har hittats under golvet i Bø kyrka.[8], Bø, Telemark
- Bödals stavkyrka
- Bremsnes stavkyrka, nedbrunnen 1768 eller 1769
- Buds stavkyrka, nedbrunnen 1709
- Dals stavkyrka
- Dovre stavkyrka
- Eggedals stavkyrka, riven 1881
- Eidskogs kyrkaBrandrester av en tidig kyrka i stolpteknik. Ersatt av en stavkyrka på 1200-talet[9],
- Evje stavkyrka, riven före 1833
- Flå stavkyrka, riven 1854
- Fortuns stavkyrka (Fantofts stavkyrka i Bergen), brändes ned 6 juni 1992, en replika är återuppbyggd, Luster
- Frei stavkyrka, nedbrunnen 1766
- Fröystuls stavkyrka
- Gårå stavkyrka
- Gaupne stavkyrka
- Gausdals stavkyrka
- Gransherads stavkyrka, riven 1852
- Grindakers stavkyrka
- Hafslo stavkyrka, riven 1875
- Hakasteins kyrka, Skien. Utgrävning av en stolpkyrka uppförd mellan 1010 och 1040.
- Hemsedals stavkyrka,riven 1882. Västportalen och större delen av söderportalen finns på Oldsaksamlingen. Det finns även spår efter en tidigare stolpkyrka på kyrkogården.[10]
- Hjartdals stavkyrka, riven senast 1809
- Hjelmelands stavkyrka, riven före 1866
- Hjörundfjords stavkyrka, riven ca 1860
- Hofs stavkyrka, riven 1861
- Hovlands kyrka, riven 1881
- Hustads stavkyrka, nedbrunnen 1718
- Hylestads stavkyrka, Setesdal, riven 1838. Västportalen finns på Oldsaksamlingen,
- Höre I, Hurum i Valdres. Möjligen en tidigare stolpkyrka. Även spår som kan tyda på en tidigare palissadkyrka. [11]
- Imshaugs stavkyrka
- Innviks kyrka, riven 1822
- Jondals stavkyrka, riven 1725. Referenser till kyrkan finns från 1325. [12],
- Komnes stavkyrka, riven 1881
- Kornstads stavkyrka, riven 1871
- Kvie stavkyrka
- Lardals stavkyrka
- Liseherads stavkyrka
- Lunders stavkyrka, Sokna, riven ca 1750-talet
- Mäls stavkyrka
- Neslands stavkyrka, riven 1847
- Nes stavkyrka, Nes i Buskerud, riven 1864. Kyrkan avbildades av I. C. Dahl.
- Nes stavkyrka, Luster, riven 1836
- Rennebus stavkyrka
- Rinde stavkyrka, riven 1866
- Röns stavkyrka
- Rövde stavkyrka, riven ca 1860
- Sannidals stavkyrka
- Saulands stavkyrka, riven 1860
- Sigdals stavkyrka, riven 1853
- Skafså stavkyrka, riven ca 1830
- Sankt Tomas kyrka, Filefjell, Filefjell, riven 1808. Återuppbyggd 1971. Välkänd kyrka från norsk folklore
- Stedje stavkyrka, riven 1867
- Svenes stavkyrka, riven mellan 1675 och 1735 [13]
- Tönjums stavkyrka, förstörd i storm 1824
- Tuddals stavkyrka
- Tufts stavkyrka, riven 1880
- Ulviks stavkyrka, riven 1711
- Vangsnes stavkyrka, riven 1861
- Vegglis stavkyrka, riven 1861
- Vegusdals stavkyrka
- Veums stavkyrka
- Vikers stavkyrka, Ådal, riven ca 1702
- Vinje stavkyrka, riven 1796
- Vågå stavkyrka, Vågå i Gudbrandsdal, Kraftigt ombyggd på 1620-talet.
- Örsta stavkyrka, riven 1864
- Öyers stavkyrka, nedbrunnen 1722
- Öyfjells stavkyrka
- Öystese stavkyrka, riven 1868
- Åls stavkyrka Ål i Buskerud, riven 1880. Det målade kortaket från 1400-talet finns på Oldsaksamlingen,
- Årdals stavkyrka, riven 1867
- Åsnes stavkyrka

### Sverige
- Bjälbo, Östergötland, stilistiskt daterad till cirka 1100.
- Sankt Clemens kyrka, Lund
- Drottens kyrkoruin, Lund, 3 stavkyrkor i Kattesund från sent 900-tal till mitten på 1000-talet.
- Vänga stavkyrka, Borås
- Kyrka i Kareby i Mariestad
- Blomskogs stavkyrka, Årjäng, Värmland, 1100-tal?
- Guldrupe kyrka, Gotland
- Eke kyrka, Gotland, daterad till 1070-talet
- Silte kyrka, Gotland
- Hammarlunda, Skåne, två tidigare stavkyrkor.
- Hemse stavkyrka, Gotland, daterad till omkring 1100, på Historiska Museet i Stockholm.
- Kalhyttans stavkyrka, Filipstad
- Sankta Maria minor kyrka, Lund, byggd omkring 1060
- Sankt Lars kyrka, Linköping
- Tölö, Kungsbacka, spår av en stolpburen träkyrka.
- Löddeköpinge, Skåne, två stavkyrkor varav den äldre daterad till omkring 1030
- Skaga stavkyrka, Västergötland, 1100-talet (rekonstruktion finns i dag på platsen)

## Senare stavkyrkor och rekonstruktioner

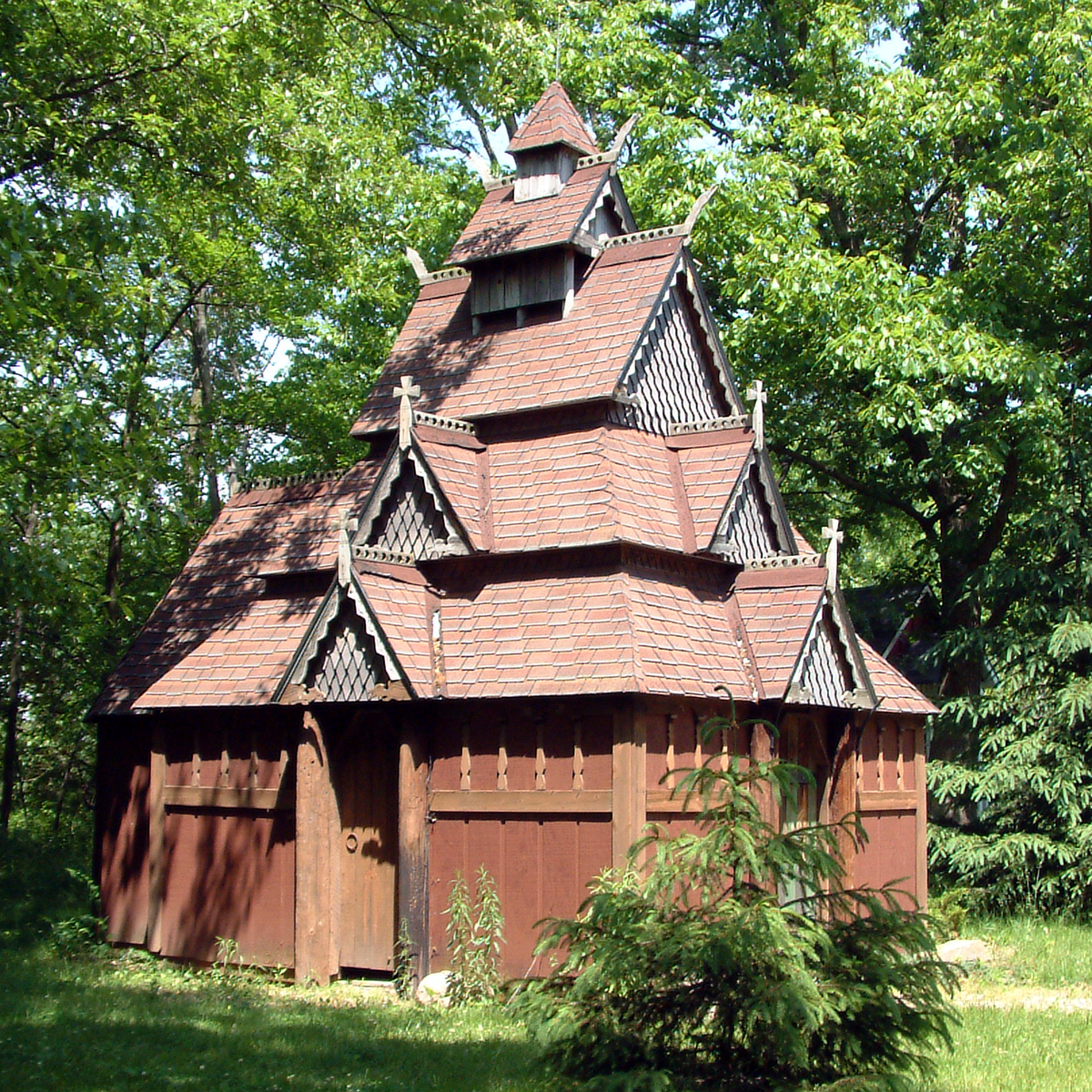
Saint Swithuns kyrka, en stavkyrka i Warren County, Indiana.

I modern tid har de kyrkor som förstörds av våda eller brottslig handling ofta rekonstruerats på platsen. Det har också förekommit nyuppförande av stavkyrkor, ofta som replikor eller med inspiration av någon av de mer kända stavkyrkorna, som Borgunds och Hedareds stavkyrkor. 

### Island
- Heimaeys stavkyrka, Hemön, Västmannaöarna, byggd 2000

### Norge
- Fantofts stavkyrka, byggd omkring 1150, förstörd i en anlagd brand 1992 av Varg Vikernes. Återuppförd 1997.
- Gols stavkyrka, rekonstruktion uppförd på 1990-talet nära ursprungsplatsen.
- Haltdalens stavkyrka, rekonstruktion. Finns på Trøndelag Folkemuseum
- Koldbrandstads stavkyrka, rekonstruerad 2000 efter en kyrka som revs 1681
- Thamspaviljongen, replik av stavkyrka. Tidigare paviljong på  världsutställningen i Chicago 1893
- Vår Fru av goda rådets kyrka, katolsk kyrka i Porsgrunn, uppförd 1899.

### Sverige
- Hållandsgårdens stavkyrka (1999)
- S.Anna kapell i Ekshärad (2002)
- Kårböle stavkyrka (1989), kopia av Skaga stavkyrka
- Lillsjöhögens stavkyrka, invigd 2011
- Stavkyrkan i Mannaminne (2000)
- Skaga stavkyrka, Karlsborg, Västra Götalands län, byggd på 1100-talet, riven 1826. Rekonstruktion 1960 och åter 2001.
- Ödmårdens stavkyrka i Ockelbo, Gästrikland (2017)

### Tyskland
- Gustav Adolfs stavkyrka, Hahnenklee, Harz

### USA
- Black Hills stavkyrka, Rapid City, South Dakota
- Boynton Chapel, Bjorklunden, Door County, Wisconsin
- Hopperstad replica stave church, Moorhead, Minnesota
- Trinity Lutheran Church's, Washington Island, Wisconsin
- St. Swithun's Church, Warren County, Indiana.
- Scandinavian Heritage Park, Minot, North Dakota.